# Joan Baez, Vol. 2
Joan Baez, Vol. 2 — второй студийный альбом американской фолк-певицы Джоан Баэз, издан в 1961 году. Как и одноимённый дебютный альбом включает в себя в основном народные песни. Блюграсс группа The Greenbriar Boys обеспечивает поддержку в двух песнях. Альбом достиг 13 места в Billboard 200 и был номинирован на Грэмми за "Лучшее современное фолк исполнение".

## Список композиций
1. «Wagoner’s Lad» — 2:14
2. «The Trees They Do Grow High» — 2:59
3. «Lily of the West» — 3:21
4. «Silkie» (Child No. 113) — 4:01
5. «Engine 143» — 3:32
6. «Once I Knew a Pretty Girl» — 2:56
7. «Lonesome Road» — 2:23
8. «Banks of the Ohio» — 3:09
9. «Pal of Mine» — 2:50
10. «Barbara Allen» (Child No. 84) — 4:17
11. «The Cherry Tree Carol» (Child No. 54) — 3:30
12. «Old Blue» — 2:36
13. «Railroad Boy» — 2:31
14. «Plaisir d’amour» — 3:11

Бонус-треки переиздания 2001 года
1. «I Once Loved a Boy» — 2:39
2. «Poor Boy» — 2:55
3. «Longest Train I Ever Saw» — 3:15

## Участники записи
- Джоан Баэз — вокал, гитара
- The Greenbriar Boys — бэк-вокал